# Ivo Pejčoch
Ivo Pejčoch (18. března 1962 Praha – 20. července 2019) byl český vojenský historik. Vystudoval katedru českých dějin na Filosofické fakultě Univerzity Karlovy. Od roku 1990 působil jako šéfredaktor historického měsíčníku Historie a plastikové modelářství. Od roku 2007 byl vědeckým pracovníkem Vojenského historického ústavu. Je autorem několika desítek knih literatury faktu, zabývajících se především vojenskou technikou.

## Život
Narodil se 18. března 1962 v Praze. Jeho otcem je spisovatel a historik Slavomír Pejčoch-Ravik. V letech 1977–1981 vystudoval Střední průmyslovou školu spojové techniky v Praze. Pracoval nejprve jako technik v Konstruktivě Praha a později jako spojový technik v SPT Telecom.
Od mládí se zajímal o vojenskou historii a techniku, po roce 1989 se této zálibě začal věnovat naplno. V roce 1990 spoluzaložil časopis Historie a plastikové modelářství a po řadu let byl jeho šéfredaktorem. Ve stejné době se mimo jiné zapojil do tvorby série publikací Válečné lodě. V letech 2001–2005 vystudoval historii na Ústavu českých dějin Filozofické fakulty Univerzity Karlovy v Praze. V roce 2009 zde obhájil dizertační práci s názvem Československá těžká vojenská technika. Vývoj, výroba, nasazení a export československých tanků, obrněných automobilů a pásových dělostřeleckých tahačů 1918–1956. V roce 2007 se stal vědeckým pracovníkem Vojenského historického ústavu, kde se věnoval celé řadě historických témat. Přispíval mj. do časopisu Historie a vojenství.
V červenci 2018 jej na cyklovýletu postihl infarkt, po kterém zůstal dlouhodobě upoutaný na lůžku. Dne 20. července 2019 zemřel.

## Dílo
Výběr:
- série Obrněná technika 1–13
- Němečtí korzáři (2005)
- Miniponorky – osamělí lovci (2006)
- Tanky Praga (2007)
- Hrdinové železné opony (2008)
- Armády českých politiků: české polovojenské jednotky 1918–1945 (2009)
- Vojenské osoby popravené v období politických procesů v Československu v letech 1948–1955 (2009)
- Těžké tanky – ocelová pěst : dějiny vývoje a nasazení těžkých tanků od první světové do studené války (2010)
- Protikomunistické puče (2011) ISBN 978-80-86808-92-5
- Fašismus v českých zemích : fašistické a nacionálněsocialistické strany a hnutí v Čechách a na Moravě 1922–1945 (2011)
- Přechody přes železnou oponu : příběhy odvážlivců, kteří se rozhodli riskovat a odejít přes důkladně zabezpečené a střežené hraniční pásmo (2011)
- Sebevražedné čluny : explozivní čluny první a druhé světové války (2011)
- Vojenské osoby popravené v období politických procesů v Československu v letech 1948–1955. Praha: Ministerstvo obrany ČR – Prezentační a informační centrum MO, 2009. 231 s. ISBN 978-80-7278-520-9.
- Vojáci na popravišti : vojenské osoby, popravené v Československu z politických důvodů v letech 1949–1966 a z kriminálních příčin v letech 1951–1984. Cheb: Svět křídel, 2011. 406 s. ISBN 978-80-87567-01-2.